# Paysage pastoral avec le pont Milvius
Paysage pastoral avec le pont Milvius, aussi connu comme Paysage avec des bergers, est une peinture à l'huile sur toile réalisée par le peintre français du baroque Claude Lorrain en 1645. Elle est conservée au Birmingham Museum & Art Gallery au Royaume-Uni.

## Historique de l'œuvre
Claude Lorrain est un peintre français établi en Italie. Appartenant à la période de l’art baroque, il s’inscrit dans le courant du classicisme français, dans lequel il excelle dans la peinture de paysage. Dans son œuvre, il reflète un nouveau concept dans l’élaboration du paysage en se basant sur des références classiques, le « paysage idéal », qui met en évidence une conception idéale de la nature et du monde intérieur de l’artiste. Cette façon de traiter le paysage lui donne un caractère plus élaboré et intellectuel et devient l’objet principal de la création de l’artiste, de la mise en forme de sa conception du monde, de son interprétation de sa poésie, qui évoque un espace idéal et parfait.
Ce paysage fut commandé par un mécène parisien dont le nom est inconnu. Il est signé CLAUDIO ROM[...] 164[...].
Deux dessins préparatoires sont conservés au musée du Louvre à Paris et au British Museum de Londres.
Cette œuvre figure sous le numéro 90 dans le Liber Veritatis, le cahier de dessins où Claude notait toutes ses œuvres pour éviter les falsifications.

## Description et analyse
Ce paysage appartient à la période de maturité de l’artiste. À cette époque, Claude est l’un des plus célèbres peintres de paysage d’Europe, honoré par des souverains comme Urbain VIII et Philippe V (roi d'Espagne). Dans les années 1640, il est influencé par Raphaël à travers les gravures de Marcantonio Raimondi, en particulier pour les personnages, ainsi que par Annibale Carracci et Le Dominiquin, comme dans ses œuvres Paysage avec saint Georges et le dragon (1643), Paysage avec Apollon gardant les troupeaux d’Admetus (1645) et Paysage avec Agar et l'ange (1646).
Le paysage domine la quasi-totalité de la composition, un décor bucolique de la campagne au nord de Rome, sillonnée par le Tibre. Au bas du tableau, des bergers sont avec leurs troupeaux autour d’un étang. L’un d’eux joue de la flûte et un chien semble danser au son de la musique. Au second plan, sur la gauche, un arbre de grande hauteur se détache, derrière lequel on peut voir des édifices dont une haute tour ronde, motif habituel des œuvres de Lorrain. Sur le côté droit, on voit le pont sur le Tibre, devant lequel navigue une barque de pêcheurs. Le pont Milvius (Pons Milvius en latin) fut construit au IIe siècle av. J.-C. et fut le théâtre de la bataille au cours de laquelle l’empereur Constantin Ier battit Maxence en 312. Dans cette bataille, l’empereur eut la vision d’un chrisme qui lui prédisait la victoire, avec la phrase In hoc signo vinces (« Par ce signe, tu vaincras »), ce qui l’amena à faire du christianisme la religion officielle de l’Empire romain.